# Marianne Pedersen
Marianne Pedersen, gårdejer og politiker.
Født 6. januar 1944 i København, datter af gårdejer Aksel Kildeberg og Mary Kildeberg.
Mellemskole, handelsskole. Uddannet kommuneassistent i Tommerup Kommune.
Medlem af Haslev Byråd 1. jan. 1982-31. dec. 1989 og 1. jan. 1994-31. dec. 2001.
Venstres kandidat i Ringstedkredsen fra 14. maj 2001 og medlem af Folketinget for Vestsjællands Amtskreds fra 20. nov. 2001 til 8. februar 2005.

## Ekstern kilde/henvisning
- Arkiveret CV på Folketinget.dk Dato: 24. juli 2003.
- Gammelt portrætfoto

|  | Artiklen om Marianne Pedersen kan blive bedre, hvis der indsættes et (bedre) billede Du kan hjælpe ved at afsøge Wikimedia Commons for et passende billede eller uploade et godt billede til Wikimedia Commons iht. de tilladte licenser og indsætte det i artiklen. |